# Novia para dos (telenovela)
Novia para dos fue una telenovela colombiana producida por RCN Televisión. Esta protagonizada por Manuela González, Lincoln Palomeque y Natalia Ramírez, con las participaciones antagónicas de Natasha Klauss y Nicolás Montero y con las actuaciones estelares de Luis Fernando Hoyos, Constanza Duque, Teresa Gutiérrez, Manuel Busquets, Luces Velásquez, Carolina Gaitán y Andrés Sandoval.
La historia fue trasmitida originalmente en capítulos de 30 minutos y curiosamente sus últimos episodios fueron emitidos a la par de otra historia de la competencia en la que los dos actores protagónicos aparecían.

## Sinopsis
Margarita Vera es una arquitecta que vive electrizada por cuenta de su relación con Adrián Zea, un hombre simpático pero insoportablemente impredecible. Pero a su vida llega Antonio Ríos, un hombre con los mismos ojos, la misma forma de caminar y sobre todo los mismos genes. Antonio forma parte de una familia de constructores, de toda clase. Para sorpresa de Margarita, Adrián se recluye en un centro de rehabilitación, como un acto de amor, dejando su lugar a Antonio para que lo suplante y aparente ser el novio de Margarita, en su ausencia.
En el primer momento Margarita rechaza a Antonio pero de un momento a otro y sin darse cuenta termina por ser seducida por “el repetido”, adorándolo por su nobleza y estremecida por todas las cosas que tiene el uno y carece el otro, hasta lo ve con miedo. Ha pasado bastante tiempo y Adrián no regresa, atribuyéndole su desaparición a “el repetido”, a quien  Antonio cree muerto y toma la misión de investigar el autor de tal crimen, siguiendo con la suplantación, sin confesarle sus reales motivos a Margarita, quien espera el regreso de Adrián, luego de su recuperación en un centro de rehabilitación de drogadictos en Puerto Rico.
Después de muchas aventuras en la misión de suplantar a Adrián, mientras aparece el supuesto asesino, Toño (Antonio) descubre que quien atentó contra su hermano fue uno de sus primos, “Pingui”, cegado por la infidelidad de su esposa con su pariente adoptivo, no obstante no logra recaudar las pruebas necesarias, y contrariamente se hunde a sí mismo en una cantidad de evidencias que lo inculpan. Paralelamente a la actividad de suplantar a Adrián, Toño se ha ido enamorando de la novia de su hermano a quien cree difunto, sin que esta le sea indiferente.
Dentro de la historia se da un viaje a la tropical ciudad de Santa Marta donde Toño debe usurpar al Adrián en una conferencia de arquitectos, lo cual logra después de mil obstáculos creados por el “Pingui”, quien lo ha descubierto y pretende hacerlo ver como el asesino de Adrián. Luego de salir avante Margarita y Toño se pierden en un paradisíaca isla donde se declaran su amor, sin sospechar que Adrián, no está muerto y por el contrario los está siguiendo. Luego de ese evento Antonio es acusado de tratar de robarse unos apartamentos de un lujoso parque residencial, falsificando la firma de Adrián. Margarita cede ante la evidencia y lo inculpa hasta que descubre que se trata realmente de un regalo de Adrián a su familia biológica, con lo que Margarita busca sacar del problema a Toño, pero la familia adoptiva de Adrián ya ha iniciado un proceso judicial para quitarle la administración de sus bienes, creyendo que el usurpador es el verdadero Adrián. Las cosas se salen de control y Toño se ve obligado a confesar que Adrián está muerto, y que él mismo lo enterró en el parque de residencial donde están los apartamentos que Adrián le regaló a su familia, con lo que es acusado del homicidio de su propio hermano, hasta que éste se entera en Chile de lo que está ocurriendo y comparece al juicio a salvarle.
Antes del juicio Adrián le confiesa a Margarita que sabe lo que hay entre Toño y ella, justificando así que se hubiera desconectado de ella, quien siente remordimiento y vuelve a su lado una vez Toño es dejado en libertad. Margarita renuncia a Toño marchándose para Europa con Adrián, sin amarlo. Toño y su familia venden los apartamentos lujosos que le regaló Adrián, convirtiéndose en empresarios de vivienda de interés social. Seis años más tarde, Toño se entera de que lo de Adrián y Margarita no funcionó, que esta está sola y de candidata a solterona, la convoca engañada para un trabajo en su humilde empresa. En la entrevista le ofrece matrimonio, pero ella lo rechaza. No obstante, antes de salir de la constructora de Toño, Margarita recapacita y acepta.

## Elenco
- Lincoln Palomeque como Adrián Zea / Toño Ríos.
- Manuela González como Margarita Vera.
- Natasha Klauss como Tania Toquica Murillo.
- Nicolás Montero como Bernardo Rugeles.
- Natalia Ramírez como Silvia De Rugeles.
- Andrés Sandoval como Nicolás Rugeles.
- Carolina Gaitán como Laura Yohana Baquero.
- Luisa Fernanda Giraldo como Yuri Cecilia Toquica Murillo.
- Gustavo Angarita Jr. como Hugo Baquero Ríos.
- Santiago Rodríguez como Elías Picón.
- Orlando Pardo como Cristóbal Rugeles.
- Tatiana Rentería como María Pía Zea.
- Luis Fernando Hoyos como Efraín Daza “El Doc”.
- Luces Velásquez como Leonor Etilde Ríos.
- Marco López como Cupertino Ríos.
- Manuel Sarmiento como Omar Ríos.
- Mabel Moreno como Ana Vera.
- Teresa Gutiérrez como Olga De Vera.
- Constanza Duque como Gabriela Rugeles De Zea.
- Manuel Busquets como Víctor Zea.
- Carmenza González como Perla.
- Ivan Lopez
- Bayardo Ardila como Marcolino.

## Ficha técnica
- Productores Ejecutivos: Marcela Vásquez y Marco A. Galindo
- Director: Mario Ribero
- Libretos: Gilma Peña y Nubia Barreto
- Asistente: Mario Jaimes
- Asistente Dirección: Luz Marina Arévalo
- Asistente Dirección 2: Rosita Guzmán
- Asistente Dirección 3: Yesid Padilla
- Productor de Campo: Orlando Jiménez
- Director Fotografía: Eduardo Correa
- Directora de Arte: Lotti Haeger
- Diseño de Vestuario: Alejandra Rivas